# 松岡修造
松岡 修造（まつおか しゅうぞう、1967年〈昭和42年〉11月6日 - ）は、日本のタレント、スポーツ解説者、元男子プロテニス選手、兼スポーツキャスター。東京都出身。現・日本テニス協会理事強化本部副部長。マネジメントはヒーローズマネジメント株式会社。身長188 cm、体重85kg。血液型AB型。右利き、バックハンド・ストロークは両手打ち。ATP自己最高ランキングはシングルス46位、ダブルス95位。ATPツアーでシングルス1勝（日本人男子初のATPツアーシングルス優勝）、ダブルス1勝を挙げた。
1995年ウィンブルドン選手権男子シングルスで日本人男子として62年振りにグランドスラムベスト8に進出した人物である。また、ウィンブルドン選手権での通算7勝は2015年に錦織圭に抜かれるまで日本人最多の記録だった。
現役引退後はジュニア選手の指導やテニス大会の運営、日本テニス協会の理事を務めるなど引き続きテニスに携わりつつ、スポーツキャスター、タレント、日本オリンピック委員会スポーツ環境専門委員、ミズノスポーツ振興財団顧問などとしても活動している。
父は元テニス選手で実業家の松岡功。母は元宝塚歌劇団所属男役スターの千波静。兄は実業家の松岡宏泰。妻はアナウンサーの田口惠美子で、田口との間に子どもが3人いる。長女は宝塚歌劇団所属男役スターの稀惺かずと。

## 選手経歴（〜1985年ジュニア時代まで）

### 幼少期〜慶應義塾時代
東宝第11代社長となる実業家の松岡功と、元宝塚歌劇団雪組男役の千波静との間に三人姉弟の次男として生まれる。父方の曾祖父は阪急電鉄や宝塚歌劇団などの阪急東宝グループ創始者の小林一三であり、親族に多くの実業家を持つ家系の中で育った。
父親の功は元テニス選手であり、甲南大学在籍時に全日本学生テニス選手権大会で単複優勝し、デビスカップ日本代表に選出。1955年の全日本年間ランキングでは宮城淳と加茂公成に次ぐ3位を記録する国内トップ選手の一人であったものの、家業を継ぐため大学卒業を機にテニスとの関わりを一切絶ち、自身のテニス選手としての過去を子供達にも全く話さなかった為、松岡はテニスを始めた当初父がデ杯代表選手であったことを知らなかった。
8歳の頃に、既にテニスをしていた三歳年上の姉・敏子を見てテニスに興味を持ち、一歳年上の兄・松岡宏泰と共にテニスを始める。当時の松岡は身長も低く丸々と太った体型で、周囲の大人達にイタズラをして回るような少年であり、一方で兄の宏泰はそんな弟とは対照的にいつも温厚で礼儀正しい子供で、体格にも恵まれてテニスセンスも抜群だったために、周囲のテニスコーチは宏泰に注目してより高度な指導を行なっていた。当然松岡もコーチに「自分にも教えて欲しい」とせがむも、コーチから返ってくるのは「修ちゃんは、ガッツがあっていいよ。」と言った慰めの言葉程度だった。
また学業の方も惨憺たる状態で、松岡が学んでいた慶應義塾幼稚舎では4年生から落第の制度があったが、授業中でも教師の話を殆ど聞かず、宿題にも手を付けないといった事の繰り返しで担任から母と共に何度も呼び出しと注意を受け、三学期になるとそれを何とか挽回し落第をからくも免れるというパターンを繰り返す問題児だった。一方兄は本を読むのが大好きな少年で、勉強もトップクラスと修造とは対照的に何から何まで優秀な人物であり、そのギャップがかえって松岡兄弟が周囲の注目を集める要因となっていた。
しかし、才能の無さを指摘され、自身もそれを自覚しながらもテニスへの情熱は衰えるどころが増していき、名門テニスクラブとして知られる桜田倶楽部で元テニス選手の飯田藍らの指導を受けながら本格的にテニスを学ぶようになる。慶應義塾中等部に進学する頃には勉学を優先していた兄とは対照的に中等部の校長から「テニスと学業の両立を図るように」と叱責を受けるほどテニスに毎日の時間の殆どを割き、中学2年生の時に全国中学生テニス選手権大会で優勝。次第に頭角を現すようになる。その後慶應義塾高等学校に進むも、この頃中学3年生の時に覚えた麻雀に嵌り異常なまでにのめり込むようになり、夢中に取り組んでいたテニスよりも勝敗がその場で出る麻雀にうつつを抜かす毎日が続いた(その入れ込みようは自身の指先を見るといつの間にかテニスで出来たマメが消え、麻雀で出来たタコができていた程であったという)。しかしそんなある日、ふと自分の心中で「こんなことばかりしていていいのか？」「テニスがもっと強くなりたいと思っていたんじゃないのか」「目標のないまま大学に進学し、成り行きで就職して会社員になるのか。そんな人生でいいのか」と自問することがあった。そして「このままでは自分は駄目になる。自分が本当に好きなものはテニスなんだ」という事に気付かされた松岡は、そうしたぬるま湯的環境（松岡はこれを「甘え地獄」と形容している）となっていた慶應高校での学生生活を捨て、自分自身を鍛え直す為に高校テニス界の名門校として知られていた柳川高等学校への転校を決意する。この決断は両親に激しく反対された上、学校の教師からも当初は松岡が留年を恐れて転校を決心したと受け止められ、「学校のテニス部に入っていれば、成績が悪くても大学に行けるようにしてあげるから・・・」と心配された。しかし松岡の決意は固く、父を必死で説得し、柳川で必ず推薦の枠をもらって大学に進学することを条件に転校を許される。

### 1984年 柳川高校時代
1984年、柳川高校の2年生に編入入学。松岡はすぐさまテニス部に入部し練習を始めた。当時の同校テニス部は福井烈らを指導してきた田島幹夫監督の下スパルタ教育で生徒を鍛え抜く事で有名で、選手は全員丸坊主で他校の選手とは馴れ合わずいつも一堂で集まり、号令の下きびきびとした態度で試合に臨む等全てが軍隊式の様相を呈しており、そのハードな練習や上下関係の厳しさから全国的に恐れられていた。その噂通り田島監督の指導は厳しく、スマッシュを失敗すれば、イージーボールをネットに掛ければ、酷い時は言葉遣いが柳川弁になっていなければ叱られ、その都度ラケットで叩かれた。学校のない日曜日などはそんな練習が朝6時から夕方の6時まで続いたという。しかし何かを求めて柳川にやってきた松岡にとってはこうした恐怖の練習でさえ、毎日新しい自分を見つけられると思えば嬉しくもあり、寮生活にも慣れ友人も出来て監督の指導も愛情の表現だとわかり始めると、次第に毎日の猛特訓も楽しくて仕方が無いものに変わっていった。
柳川高校入学から2ヶ月後、松岡は「ウィンブルドンへの道」と題された国内ジュニア大会へ出場する。この大会は当時世界で通用する日本の若手を育てるという目的で開催され、ここで活躍した選手の内4名をヨーロッパ遠征のメンバーに選出し、ウィンブルドン選手権や全仏オープンのジュニア部門への出場チャンスを与えるというものであった。この大会で松岡は当時全日本ジュニアランク1位の太田茂を破り優勝する。本来であれば優勝者の松岡は当然メンバーに選出されるはずであったが、この海外遠征の期間がインターハイの予選期間と重なってしまった為、柳川のチームか自身を優先するか悩み、結局田島監督に相談した上で派遣を辞退する。そうして臨んだインターハイではチームの期待に応えシングルス、ダブルス、団体戦の全てを制し三冠達成に貢献。特に団体戦で優勝した事はそれまでは個人として勝つことしか知らなかった松岡にとって今までにない感動となり、仲間達と本当の喜びを分かち合うことが出来た。いつしか柳川は松岡にとって心の故郷となっていたのである。

#### 1985年 ヨーロッパ遠征
しかし翌年再び「ウィンブルドンへの道」で優勝するも、またもやインターハイ予選の時期と重なってしまい、今度ばかりはどちらを取るか本気で悩み抜いた松岡は田島監督に加え母にも相談した。両者は「チームメイトのことを考えろ!」「学校に迷惑をかけることは絶対に許しません」と、インターハイを優先すべきだと助言した。だが松岡は「柳川高校を一年間休学し、また一年後に戻るという条件でウィンブルドンに行く!」と、ヨーロッパ遠征を選択する決断をし、同校を休学。二ヶ月間の遠征で出場した全仏オープンジュニアでは、シングルス1回戦で古庄エドワルドを7-5, 6-7, 9-7のフルセットの激戦の末下し、大会第2シードのトーマス・ムスターとの2回戦に進出、辻野隆三と組んで出場したダブルスでもスイス人ペアとの1回戦を勝利し、クリスター・アルヤード/クリスチャン・ベリストローム組との2回戦に進出。続いて出場したウィンブルドンジュニアではシングルスで大会第1シードのレオナルド・ラバージェとの3回戦まで進出するなど、一定の手応えを掴む実りのある遠征となった。

### ボブ・ブレットとの出会い〜プロ転向へ
遠征を終えた松岡は東京に戻り、休学中の間毎日のように桜田倶楽部に通い詰め昔の仲間と練習を続けていた。しかしこの時点においても松岡は一度たりともプロになるとは思っておらず、テレビで毎年のグランドスラム大会を見てジミー・コナーズ、ビョルン・ボルグ、ジョン・マッケンローらの活躍を目にしても、ごく普通のテニスファンのように「すごいなぁ」と思うだけで、プロになるんだという強い決意も野望も一切抱いていなかった。これは当時、彼らのようにプロとして華々しく活躍する日本人選手が居なかったことも理由の一つであったが、何よりも松岡自身が自分には到底プロの世界で活躍する才能など無いと思っていた事に他ならなかった。
ある日、飯田から「世界的名コーチのボブ・ブレットが来日するらしいので、自分が何とか段取りをつけるから、練習を見てもらわないか？」と声をかけられた。松岡が詳しく話を聞くと、上述のヨーロッパ遠征時に出場した全仏オープンジュニアでプレーしていた所をブレットが偶然通りかかり、その場に居た日本人カメラマンの田沼武男に「この子、なかなか面白いかもしれない」と話し、それを聞いた田沼が旧知の間柄であった飯田に伝えた所、飯田がそれならば所用でやってくるブレットに頼んでみようと考えたという事であった。その希望は叶い、ブレットが練習を見に訪れ、30分程度の打ち合いも行った。だが、ブレットは練習が終わると握手を求めるついでに「明日、アメリカへ帰る。サヨナラ」と一言述べただけで帰ってしまう。自身のテニスに対する感想やアドバイスを期待していた松岡は拍子抜けした。柳川を休学して東京に戻ったものの、時期を見て柳川に戻り大学への推薦入学を目指すだけで終わってしまう自分への不安が、練習を見てもらえることによって一気に解消していくような気がしただけであった。
翌日、そんな松岡の下に田沼から電話があった。「修造、ボブからの伝言だ。明日にでもアメリカに来い。日本に居たら強くなれないよだって・・・」「やっぱり君の力を認めてくれたんだよ。よかったな・・・」。ブレットは彼を空港まで送った田沼に、松岡宛てのメッセージを残してくれていたのである。これを聞いた松岡は「ほんとですか・・・」と言って絶句したまま、何も言えなかった。「ブレットがそう言ってくれるのなら、本当に明日にでもアメリカへ行こう」。このたった一言の「明日、アメリカへ来い」というブレットの言葉が、松岡の人生を大きく変え、世界へと向かわせたのである。
アメリカ行きを決意した松岡は早速この事を両親に伝える。当初反対すると思っていた父は意外にも「好きなようにやれ！」と最早見放すかのように松岡の決断をあっさりと認めたが、今度はその話を聞いた母が「まだ高校も出ていないのだから、アメリカに行くならせめて大学を出てからにして欲しい」と強く反対した。これに対し松岡は、まず渡米先の現地のハイスクールに通って卒業し、アメリカの大学に進学するという条件で泣きながら必死の説得を行った。子供の頃から言い出したら絶対に聞かない松岡の性格をよく知っていた母はこの説得で決意の固さを知りようやく納得し、同年10月のジャパン・オープン・テニス選手権でシングルス予選を勝ち上がりツアー本戦初出場を果たした後に松岡は単身アメリカへ渡った。

### アメリカ生活
1985年11月、アメリカに渡った松岡はブレットの手配でフロリダ州タンパにあるパーマー・アカデミー・ハイスクールに通いながら、タンパ近郊のウェズレーチャペルにあるハリー・ホップマンが創設した名門テニスクラブとして名高い「ホップマン・キャンプ」でテニスの練習を見てもらうようになる。ホップマン・キャンプで多くの外国人選手に混じりひたすらボールを追い、体力を強化するトレーニングを積む練習の日々は松岡に大きな充実感と喜びを与えたが、その一方で困ったのが言葉の壁であった。日常英会話程度であれば身振り手振りを交えやり過ごせたが、ハイスクールの授業は全く理解できず現地の知り合いもブレット以外誰もいない。そこで松岡は決心し、自分の周囲から日本語の本/雑誌や音楽テープに至るまで辞書を除く全ての日本語を排除し始め、更に高校時代から書き始めた日記も英語で書くよう心がけた。数ヶ月後になるとこれが功を奏し相手の言っている事が理解できるようになり、それにつれて自分の言いたい事の大部分が何とか伝えられるようになっていた。この努力の甲斐もあり翌年の5月にはハイスクールを卒業。奨学金も貰い約束通りアメリカの大学へ進学しようとした矢先、ブレットから「腕試しにプロの試合に出てはどうか」とまたしても人生の転機となる言葉をかけられる。
松岡はこの何気ない提案に対しても自分がプロの試合で勝てるわけがないと渋ったが、ブレットは「つまらない恐怖心を持つな！人間には思いもよらない能力がある。5年間頑張ってみろ。運がよけりゃシューゾーは世界100位内に入る力がある」と松岡を力強く叱咤激励した。実際の所自分の実力がテニス王国のアメリカでどの程度通用するのか試してみたい気持ちもあった松岡は、この提案に乗り本格的にプロ大会への出場を決意する。
手始めにブレットは松岡を当時のATPツアー最下位カテゴリで、誰でもエントリーできるサテライト・トーナメントに出場させた。このトーナメントは同一国で4週にわたって開催され、その4週の大会で好成績を収めた上位選手のみが5週目に開かれる大会に出場、そしてこの5週目のトーナメントで勝ち上がることによって初めてATPポイントの獲得に繋がるという仕組みであり、更に当時の松岡は当然ATPポイントもない選手であったため予選からの出場であったが、エントリー条件も低い分参加人数も多いこのトーナメント群では予選からの場合7試合を勝ち抜いてやっと本戦に出場出来るという厳しいものであった。
そういった状況下の中、軽い腕試しのつもりで出場した松岡であったが、予想に反し4週全ての大会で本戦に勝ち上がり5週目の大会にも進出。ここでも勝ち上がり、結局最初の大会でATPポイントを8ポイントも獲得した。この結果に松岡同様驚いたブレットは「シューゾー、いっそのこと、大学に行かずにプロになってみれば？」と勧めた。その時までアメリカの大学に進み、そこでテニスをやろうと考えていた松岡にとってこればかりは流石に即答できず悩んだ。だが元々世界の選手を相手にテニスをしてみたいとの思いで海を渡ってきた松岡にとって、その夢が叶うプロの道へ進むことは抗い難く、大学進学を選んだとしても在学中にまたプロになりたいと思うぐらいなら、今プロになることも同じ事だと考えた松岡はプロ転向を決意する。
しかし、ここでも一番の問題となったのが反対されるに決まっている両親の承諾をどうやって得るかという事だった。そこで松岡は「二年間やってみてダメだったら大学へ行く」という条件を考えだし、この条件で両親の説得を試みようと東京に電話した。父は意外にも息子を突き放すかのようにあっさりと認めたが、一方母は「(渡米の条件として)大学に行くって言ったでしょ。冗談じゃないわプロなんて!」と、相談を受けた当初こそ受話器を通して伝わってくるほどの怒りを露わにしたが、実は一度ホップマン・キャンプに息子を訪ねた際にブレッドから「大学に行かせないでプロにさせたらどうか」と言われていた事もあった為この事態をある程度予見しており、息子の必死の説得に最後は承諾の言葉を与えた。

## 選手経歴（1986年〜）

### 1986年-
ブレットの言葉を受けてプロにはなったものの、父からはプロ転向に際し一切の援助は行わないと条件を付けられていたため、松岡はまず金銭の工面に苦労する事となった。幸い一ヶ月ほどでとあるマネージメント会社と契約を結ぶことができ、一年300万円の活動資金を与えられた。松岡にとってこの契約は大変な助けとなったが、それでも航空費などの移動費や宿泊費も全てこの予算から捻出せねばならなかったため、当初は貧窮に堪えながら世界中を転戦した(予算を切り詰めるため、宿泊するのは3流以下の安モーテルの一室であり、さらにその部屋を知り合った外国人選手と折半してシェアした上で、ランキングが下の松岡はいつも汚い床の上で寝た。酷いときには食事にも困ったため、ホテルの朝食に出たクロワッサンを隣のテーブルから盗んで食べたこともあったという)。
また、アジアからやって来た無名の選手でしか無かった松岡には、練習相手さえおらず、既に自分達の仲間内でライバルを持ち、練習相手にも事欠かない各国の選手たちにとって、ルーキーとの練習など得る物は無く、誰も相手にはしなかった。しかし、松岡は、強くなりたい一心で、空いてるコートを見つければ、他の選手が来るまで黙々と練習を続け、一人で壁打ちをしている選手を見かければ、良ければ自分の練習相手になってくれないかと必死の思いで頭を下げて願い出た。この願いは、何度も断られ、時には侮蔑の目で拒絶されることすらあった。しかし、それでもたまたま練習の同意を得たときは、松岡は、「お前のお陰で本番前の良い練習になったよ」と思われたいがために、いつも150%の力を出して練習に臨み、その質の高い練習が次第に周囲の評判となり、練習相手として受け入れられていった。それがまた自身の練習にもなり、レベルも知らず知らずのうちに上がっていったのである。

### 1988年 世界ランク100位入り
このようなツアー下部大会を中心に転戦する生活は、2年ほど続き、更にこの間コーチのブレットが当時世界ランク2位のボリス・ベッカー（西ドイツ）のコーチとなるため松岡から離れ、新たなコーチとして同じホップマン・キャンプのコーチであったロッド・フェルナンデスと契約。1988年頃から本格的にツアーレベルの大会に出場するようになり、1月の全豪オープンで予選を勝ち上がりグランドスラムシングルス初出場を果たすと、ノーシードで出場した4月のサントリー・ジャパン・オープンでは、1回戦で主催者推薦の土橋登志久を6-2, 6-3のストレートで、2回戦でジョナサン・キャンターを6-2, 6-4のストレートで、3回戦では当時世界7位の大会第2シードミロスラフ・メチージュを7-6, 6-3のストレートで破る番狂わせを起こし、自身初のツアーシングルスベスト8に進出。続く準々決勝では第7シードのジョン・マッケンローに敗れたものの、スコアは6-7, 6-7のストレートと予想以上に善戦し、大会当時271位だった松岡のランキングは、一気に149位まで上昇した。これで自信を付けた松岡は、さらにノーシードで本戦から出場した8月の全米オープンの1回戦で、サイモン・ユールを3-6, 6-4, 6-3, 6-2で破り、グランドスラムシングルス初勝利を挙げると、続いて出場した9月のソウルオリンピックアジア予選ではジーシャン・アリ、シャハー・ペルキスら当時のアジア強豪選手を次々とストレートで破り、オリンピック初出場を果たす。
10月第1週のクイーンズランド・オープンでは1回戦でピーター・ドゥーハンを6-4, 6-4のストレートで、2回戦で日系カナダ人のグレン・ミチバタを6-4, 6-7, 7-6のフルセットで、準々決勝でジェイソン・ストルテンバーグを6-3, 6-4のストレートで破り、当時世界ランク9位の大会第1シードティム・メイヨットとの準決勝まで進出し、10月第2週のスワン・プレミアム・オープンでは1回戦で当時世界ランク62位の大会第8シードジョーイ・ライヴを4-6, 7-6, 6-3のフルセットで、2回戦でマーク・クラッツマンを6-1, 7-6のストレートでそれぞれ破り、当時世界ランク21位の大会第2シードアンドレス・ゴメスとの準々決勝まで進出。
主催者推薦で出場した10月第3週のセイコー・スーパー・テニスでは、1回戦で当時世界ランク26位のダレン・ケーヒルを7-6, 6-1のストレートで、2回戦でマーティン・デイヴィスを7-5, 7-6のストレートで破り、リチャード・マトシェウスキとの準々決勝まで進出するなど、3週連続で好成績を収めた。2番目のコーチであったフェルナンデスとは今一つ相性が悪く、シーズン中新たにブレッドから紹介されたアルバロ・ベッタンコにコーチを変更するといった環境の変化もあったものの、これらの活躍によりシングルスランキングも年初の252位から年度末には82位と大幅に上昇、日本人選手としては1976年に76位でシーズンを終えた九鬼潤以来12年振りの年間トップ100入りを果たし、JTAランキングにおいても1981年から7年連続で年間1位の座を保持してきた福井烈を抜き日本人選手トップに立った。当初ブレッドと話していた「5年で100位内に入れれば上出来」という目標を大幅に短縮し僅か3年でトップ100入りを果たした松岡は、こうして「世界に通用する日本人プレイヤー」として一躍注目を浴びるようになったのである。

### 1989年 ATP初タイトル
1989年は大会第4シードで出場した年初のBP国際選手権1回戦でフランク・デンハルトを6-2, 6-1のストレートで、2回戦で予選から勝ち上がってきたデビッド・ウィートンを7-6, 7-6のストレートで、準々決勝で第5シードのトビアス・スヴァントソンを6-4, 6-4のストレートで、準決勝で第7シードのグレン・ミチバタを6-0, 6-3のストレートでそれぞれ下し決勝に進出。決勝では第2シードのケリー・エヴァーンデンと対戦し5-7, 1-6, 4-6のストレートで敗れたが、日本人選手として1976年4月にパルマ・デ・マヨルカ大会で準優勝した九鬼潤以来13年振り、自身初となるツアーシングルス準優勝を果たす。翌週のハイネケン・オープンではスティーブ・ガイと組んで出場したダブルスでは決勝でジョン・レッツ/ブルース・マンソンヒン組を7-6, 7-6で倒しATPツアー初優勝をする等引き続き好成績を収めていった。しかし両膝の半月板を損傷するという故障に見舞われ、3月のマイアミ・マスターズ2回戦敗退を最後にツアーの一時離脱を余儀なくされる。

### 1990年 怪我との闘い
その後2度に渡る手術からリハビリの末7月のメルセデス・カップで復帰するも、その後は多くの試合に出られず、出場した大会も全て1回戦負けという成績で年度末ランキングを181位にまで落としてしまう。更に1990年のセイコースーパーテニスでは転倒した際に左足首の3本の靭帯全てを断裂するという大怪我を負い選手生命さえ危ぶまれたがこれも諦めずリハビリを続け、1991年にはツアー復帰。

### 1991年 復帰
怪我明けながらこの年は好調で、2月のアメリカーナのチャレンジャー大会で優勝。7月のカナダ・マスターズ3回戦では当時世界ランク9位の第4シードピート・サンプラスを2-6, 6-4, 7-6(8)のフルセットで下し、アンドレイ・チェスノコフとの準々決勝まで進出、完全復活を印象付けた。

### 1992年- ATPシングルス初タイトル 日本男子シングルス最高位
翌1992年には4月のソウル・オープン決勝で、トッド・ウッドブリッジを6-3、4-6、7-5のフルセットで下し、日本の男子選手として初のATPツアーシングルス優勝を達成。同年6月のクイーンズ・クラブ選手権では2回戦でマラビーヤ・ワシントンを4-6, 7-5, 6-3の逆転で、3回戦で第5シードのゴラン・イワニセビッチを6-4, 6-3でそれぞれ下すと、準決勝では当時世界ランク2位のステファン・エドベリと対戦。これを1-6, 7-6(6), 10-8の接戦で制す番狂わせを演じ、ウェイン・フェレイラとの決勝戦に進出。決勝ではフェレイラに3-6, 4-6のストレートで敗れ準優勝に終わったが、この活躍により翌週のATPシングルスランキングで自己最高の46位を記録した。この順位は2011年10月17日に錦織圭が更新するまで日本の男子選手が記録したシングルス最高位であった。しかし、同年末に伝染性単核球症に罹患し、またも長期の入院生活を余儀なくされる。

### 1995年- ウィンブルドンベスト8へ
その後、世界ランキング100位の壁を突破できずに苦しむが、1995年ウィンブルドン選手権では、出場者に欠員が出たことにより、当初予選からの挑戦予定だった松岡に、本戦出場資格が回ってくる。この大会が、松岡のハイライトとなった。
1回戦でカレル・ノバチェクに24ものサービスエースを奪われながらも、6-4, 6-7(5), 3-6, 6-3, 6-4で粘り勝ちを収めた。また、3回戦のハビエル・フラナ戦も、7-6(3), 3-6, 6-7(6), 7-6(4), 6-3のフルセット、3時間45分の大接戦を制した。さらに、4回戦ではマイケル・ジョイスを6-3, 6-2, 6-4で破り、日本人の男子テニス選手として1933年の佐藤次郎以来62年ぶりのベスト8入りを果たす（晴れてラストエイトクラブのメンバとなる）。
その時の松岡の感動の大きさは、コートを駆け回り、歓喜の余りコートに倒れこみ、最後はコート上で大の字になって空を仰いで表現していたことからもうかがえる。その様子はBBC等で大々的に放映された。その準々決勝では、1番コートに立ち、大会第2シード、当時世界ランク2位のピート・サンプラス相手に第1セットを先取するも7-6(5), 3-6, 4-6, 2-6のスコアで惜敗した。ウィンブルドンでは、インターバルのみならず、プレー中も「この一球は絶対無二の一球なり」（福田雅之助の「庭球訓」の一節）などと、日本語で自己暗示を掛け続けていた。また、念願だったセンターコートでの試合は1996年2回戦、ミヒャエル・シュティヒ戦で実現する。
オリンピックにもソウル五輪、バルセロナ五輪、アトランタ五輪と3大会連続出場を果たした。
1996年4月28日、松岡は「韓国オープン」で準々決勝敗退に終わった後、直ちに日本へ帰国し、東京・有明コロシアムで行われた女子国別対抗戦フェドカップのワールドグループ1回戦の日本対ドイツ戦に駆けつけた。伊達公子とシュテフィ・グラフのエース対決で、松岡が日の丸の旗を振り回して会場の大声援を集めた話は今なお語り草になっている。伊達はこの試合でグラフに7-6, 3-6, 12-10で勝った。

## プレースタイル
日本のテニス選手としては大柄な体躯から繰り出される威力の高いサービスショットを最大の武器としたビッグサーバータイプの選手の一人。
キャリア通算でのサービスゲーム取得率が82%と統計を取り始めた1991年以降の全選手中2013年現在42位、エース総数が1524本(一試合平均7.5本)で同154位、1stサーブの入りが61%で同73位というデータからも分かる通り典型的なビッグサーバーで、このサーブを武器に第1セットを先取しそのまま先行逃げ切りを図るのが松岡の基本的なプレースタイルであった(第1セット先取時の試合勝率は75.9%に達した)。このサービスの調子が良い時はトップ選手でも手がつけられないほどの強さを誇り、中でもビッグサーブを最大限に生かせる球足の速いグラスコートの試合を得意とした(ツアー通算勝率.558)。
しかしその反面スタミナに難があり動きも硬く、多くの故障にも悩まされた。特に下半身は半月板の損傷や靭帯の断裂など大怪我を度々経験したため、元々欠点であったフットワークもキャリアを通じて改善することは無く、球足が遅くストロークの応酬になり試合時間も長引き易いクレーコートの試合はひどく苦手とし、全仏オープンやオリンピック、デビスカップ等の主要大会(或いはそれらの前哨大会)以外でクレーコートの大会に出場することは殆ど無かった(ツアー通算勝率.308)。
4大大会の男子シングルスやデビスカップは5セットマッチで争われるため、試合の終盤に力尽きるケースが多く見られた（ツアー通算では5セットマッチを計12試合を戦って僅か3勝、デビスカップでは5度の内1勝という結果だった）また大事な試合/勝負所の試合になる程緊張で体が硬くなり、有利に試合を進めながらも単純ミスを重ね自滅することも同様に多く、思いつめた松岡は契約先のミズノに「フレームショットでも入るラケットを作ってくれ」と真剣に頼み込んだこともあったという。
その最たる例として挙げられるのが1995年全米オープン男子シングルス1回戦、対ペトル・コルダ戦である。松岡は直前に出場した大会で足の肉離れを起こしていたが、治療の甲斐もあり当初出場を迷った全米オープンに出場した。しかし実際にはこの肉離れは完治しておらず、試合の経過とともに足の痙攣が始まり、遂には第4セット第12ゲームの松岡のサービスゲーム中にフォアハンドのウィナーを放った瞬間に完全に両足全体が攣り、コートに崩れ落ちてしまった。当時のATPツアーにおけるテニス規則では痙攣は怪我とは認められておらず、怪我やトラブルの治療時間として試合中に認められている3分間のメディカルタイムアウト“MTO”の対象ではなかった。その為苦痛に悶え苦しむ松岡には誰も触れることが出来ずコート場に放置されたままとなり、更に25秒毎に遅延行為によるポイントペナルティを取られ続け、遂には2分以内に試合を再開しなかったとしてゲームペナルティを取られ失格を宣告された。松岡はウィンブルドンでベスト8に進出した直後でもあった為この試合は注目の一戦として同大会の全コート中3番目の規模であるグランドスタンドコートの第1試合として行われた事で世界各国で放映されており、この余りにも惨たらしい結末は大きな反響を呼んだ。そしてこの試合を切っ掛けにテニス規則におけるメディカルタイムアウトの取得要件が見直され、その後通称「シュウゾウ・マツオカルール」として試合中の痙攣治療にも認められるようになったのである(だがルール改訂後、これを悪用し試合中の大事な局面において痙攣を主張し戦略的にメディカルタイムアウトを取得する選手が現れるなどマイナス面もあった為、2010年シーズンからはこの「シュウゾウ・マツオカルール」は廃止され、新たなルールでは痙攣を理由としたゲーム中のMTOは試合中に2回だけゲームチェンジかセット終了になるまでのゲームポイントを没収した上で治療を認めるという規則となっている)。

## ATPツアー決勝進出結果

### シングルス: 3回 (1勝2敗)
| 大会グレード                        |
| グランドスラム (0-0)                |
| ATPツアー世界選手権 (0-0)           |
| ATPマスターズシリーズ (0-0)         |
| ATPチャンピオンシップシリーズ (0-0) |
| ATPワールドシリーズ (1–2)           |

| サーフェス別タイトル |
| ハード (1–1)         |
| クレー (0-0)         |
| 芝 (0-1)             |
| カーペット (0-0)     |

| 結果   | No. | 決勝日        | 大会         | サーフェス | 対戦相手               | スコア        |
| ------ | --- | ------------- | ------------ | ---------- | ---------------------- | ------------- |
| 準優勝 | 1.  | 1989年1月9日  | ウェリントン | ハード     | ケリー・エヴァーンデン | 5-7, 1-6, 4-6 |
| 優勝   | 1.  | 1992年4月27日 | ソウル       | ハード     | トッド・ウッドブリッジ | 6-3, 4-6, 7-5 |
| 準優勝 | 2.  | 1992年6月15日 | ロンドン     | 芝         | ウェイン・フェレイラ   | 3-6, 4-6      |

### ダブルス: 2回 (1勝1敗)
| 結果   | No. | 決勝日        | 大会         | サーフェス | パートナー           | 対戦相手                                          | スコア   |
| ------ | --- | ------------- | ------------ | ---------- | -------------------- | ------------------------------------------------- | -------- |
| 優勝   | 1.  | 1989年1月16日 | オークランド | ハード     | スティーブ・ガイ     | ジョン・レッツ ブルース・マンソンヒン             | 7-6, 7-6 |
| 準優勝 | 1.  | 1995年1月16日 | ジャカルタ   | ハード     | ロナルド・アゲノール | デイヴィッド・アダムズ アンドレイ・オルホフスキー | 5-7, 3-6 |

### シングルス
| ATPチャレンジャー (3-1) |

| 結果   | 年月日     | 大会         | サーフェス | 対戦相手             | 試合結果      |
| ------ | ---------- | ------------ | ---------- | -------------------- | ------------- |
| 優勝   | 1991年2月  | アメリカーナ | ハード     | Rodolphe Gilbert     | 6-4, 4-6, 6-1 |
| 優勝   | 1994年11月 | Aptos        | ハード     | Gianluca Pozzi       | 7-5, 6-3      |
| 準優勝 | 1995年4月  | 名古屋       | ハード     | スコット・ドライパー | 3-6, 7-6, 4-6 |
| 優勝   | 1995年8月  | ビンガムトン | ハード     | Jamie Morgan         | 2-6, 7-6, 6-3 |

### ダブルス
| ATPチャレンジャー (1-2) |

| 結果   | 年月日     | 大会   | サーフェス | ペア      | 対戦相手                                  | 試合結果 |
| ------ | ---------- | ------ | ---------- | --------- | ----------------------------------------- | -------- |
| 準優勝 | 1988年4月  | 名古屋 | ハード     | Steve Guy | ジョン・レッツ / グレン・レイエンデッカー | 6-7, 3-6 |
| 準優勝 | 1990年4月  | 名古屋 | ハード     | 太田茂    | Johan Carlsson / David Lewis              | 5-7, 2-6 |
| 優勝   | 1993年12月 | 香港   | ハード     | Tommy Ho  | Dirk Dier / Alexander Mronz               | 2-3 RET  |

## 通算成績

### グランドスラム
略語の説明
| W | F | SF | QF | #R | RR | Q# | LQ | A | Z# | PO | G | S | B | NMS | P | NH |

W=優勝, F=準優勝, SF=ベスト4, QF=ベスト8, #R=#回戦敗退, RR=ラウンドロビン敗退, Q#=予選#回戦敗退, LQ=予選敗退, A=大会不参加, Z#=デビスカップ/BJKカップ地域ゾーン, PO=デビスカップ/BJKカッププレーオフ, G=オリンピック金メダル, S=オリンピック銀メダル, B=オリンピック銅メダル, NMS=マスターズシリーズから降格, P=開催延期, NH=開催なし.
| シングルス       |     |     |     |     |     |       |     |     |     |       |     |       |
| 全豪オープン     | Q1  | 1R  | 2R  | 1R  | A   | 1R    | A   | 1R  | 1R  | 1R    | Q3  | 1–7   |
| 全仏オープン     | A   | A   | A   | A   | 1R  | 2R    | 2R  | A   | 1R  | 1R    | A   | 2–5   |
| ウィンブルドン   | A   | A   | A   | 2R  | 1R  | 2R    | 1R  | 1R  | QF  | 2R    | Q1  | 7–7   |
| 全米オープン     | A   | 2R  | 1R  | 2R  | A   | 1R    | 2R  | Q2  | 1R  | 1R    | A   | 3–7   |
| 年度末ランキング | 260 | 82  | 181 | 144 | 67  | 64    | 134 | 125 | 57  | 146   | 523 | 13-26 |
| ダブルス         |     |     |     |     |     |       |     |     |     |       |     |       |
| 全豪オープン     | A   | A   | 1R  | A   | A   | A     | A   | A   | A   | A     | A   | 0–1   |
| 全仏オープン     | A   | A   | A   | A   | A   | A     | A   | A   | A   | A     | A   | 0–0   |
| ウィンブルドン   | A   | A   | A   | A   | A   | A     | A   | A   | A   | A     | A   | 0–0   |
| 全米オープン     | A   | 1R  | A   | A   | A   | A     | A   | A   | A   | A     | A   | 0-1   |
| 年度末ランキング | 502 | 178 | 263 | 493 | 298 | 1043T | 227 | 226 | 171 | 1262T | 733 | 0-2   |

### シングルストップ10勝利
| No. | 対戦相手               | ランク | 大会                                 | サーフェス | ラウンド | スコア              |
| --- | ---------------------- | ------ | ------------------------------------ | ---------- | -------- | ------------------- |
| 1.  | ミロスラフ・メチージュ | 7      | 1988年サントリー・ジャパン・オープン | ハード     | 3回戦    | 7-6, 6-3            |
| 2.  | ピート・サンプラス     | 9      | 1991年カナダ・マスターズ             | ハード     | 3回戦    | 2-6, 6-4, 7-6(10-8) |
| 3.  | ゴラン・イワニセビッチ | 9      | 1992年クイーンズ・クラブ選手権       | 芝         | 3回戦    | 6-4, 6-3            |
| 4.  | ステファン・エドベリ   | 2      | 1992年クイーンズ・クラブ選手権       | 芝         | 準決勝   | 1-6, 7-6(8-6), 10-8 |
| 5.  | ゴラン・イワニセビッチ | 10     | 1995年クレムリン・カップ             | ハード     | 1回戦    | 7-6(7-5), 6-4       |

## 引退とその後（1998年〜）
1998年2月に元テレビ東京アナウンサーの田口惠美子と結婚し、程なくして30歳という若さで現役を引退した。引退会見では、引退という言葉は使わず「卒業」という表現にこだわった。「これは終わりではなく新しい修造の始まり。」と語り、彼自身が嫌う「限界」や「無理」という言葉は会見でついに最後まで発しなかった。後に中田英寿の引退の際の報道ステーションの席で松岡は「負けても全然悔しいと思わなくなった自分に気が付いてしまった」と引退の理由を語った。
その後はジャパン・オープン・テニス選手権のトーナメントアドバイザーとして大会運営に携わる他、後継者育成のための指導を行っている。またスポーツコメンテーターとしても活動しており、日本テレビの『スポーツMAX』（2004年3月まで放送、月曜日）に出演。テレビ朝日等の1998年長野オリンピックや2002年ソルトレークシティオリンピック、アテネオリンピックといった国際スポーツ大会の解説にも参加した。
フジテレビの『くいしん坊!万才』のレポーター、2004年4月からはテレビ朝日の『報道ステーション』でもスポーツキャスターを務めている。また、たびたびTBSの『さんまのSUPERからくりTV』にも出演し、同番組内で明石家さんまと対決。現役テニス選手時代と少しも変わらない熱血ぶりを、テレビ解説を含む引退後の仕事でも披露している。
その好感度からイメージキャラクターとしての人気が際立って高く、2008年のCM起用ランキングでは木村拓哉と並ぶ男性1位（10社）であった（ニホンモニター調べ）。週刊文春の「スポーツキャスター、解説者 こいつが出るとTVを消したくなるランキング」（2009年8月6日号）で1位になった。その一方で、オリコンの「好きなスポーツキャスター・コメンテーターランキング」では2008年、2009年と連続で1位を獲得している
。
テニス指導者としては、厳しい側面があり、テニスを1日指導するイベントなどで、ふがいないプレーをしている子供を叱りつける場面もある。2012年3月、日本テニス協会強化副本部長に就任。若手育成にも力を入れており、JTA強化本部及びジュニア育成本部との共催で、毎年10数名の男子有望トップジュニアを対象に「修造チャレンジ」と題した強化合宿を開催している。歴代の合宿生からは錦織圭、伊藤竜馬、三橋淳等の後に日本トップレベルに成長した選手を輩出している。

## エピソード
- 自身のキャラについて、天然ではなく計算した上でやっていると述べている[71]。2014年ソチオリンピックでは、カメラが回っていない時に口数が減り目が死んでいる様子を周囲に晒してしまうなど、長期のロケによる疲労感を露にし周囲を心配させたが、カメラの前ではいつもの熱いキャラを演じた[72]。
- 2001年9月10日に『くいしん坊!万才』の収録でニューヨークでの撮影の合間にワールドトレードセンターの屋上に訪問するが、翌日にはアメリカ同時多発テロ事件によりビルが倒壊している。松岡は事件当日はロングアイランドに滞在しており難を逃れている[73]。
- 茶目っ気が豊富で、オフィシャルサイトで公開されている番組収録の合間に撮影されたプライベート映像が「応援メッセージ」と題して公開されており、松岡の人生観や信条に則った応援メッセージ、その他ユニークなパフォーマンスの数々を見ることが出来る。またこれらコンテンツはユーザーが様々な版権曲などに合わせて編集加工した動画（MADムービー）がインターネット上の動画サイトなどに多数制作・投稿されており、一種のインターネットミームとなっている[74]。この事に対し本人は、「怒るとかそういうことよりも、ホント、よくできているな、と思って見ている。こんなに一所懸命に作ってくれて逆に感謝したいくらいだ」と好意的な発言をしている[75][76]。ネット上でのあだ名は「炎の妖精」で、質の良い作品は「松岡天満宮」と呼ばれる。
- 「熱い人間」としての逸話の一つとして、例えば2016年9月のデビスカップワールドグループ・プレーオフ、日本対ウクライナの試合にて、あいにくの雨で予定時間になっても試合開始ができないことを踏まえて、傘をさしながら試合開始を待った観客を慮ってか、突如、一人でセンターコートに登場して、75分間もの間「即席トークショー」を開催した（試合はその後、無事開催された。なおこの際、松岡が「ボクは打ち合わせをやらない人間」と述べた一幕があったとのこと）[77]。
- テニス解説者としては、選手目線に立った解説が特徴である一方で、日本人選手の試合では、選手以上に試合に感情移入することも少なくなく、例えば、2016年全米オープンの準々決勝錦織圭対アンディ・マリーの試合では、試合終了直後に放心状態になったり、「私も、日本のみなさんも勝った瞬間、感極まって、まるで優勝したような気分になっている」等のコメントをしている[78]。
- 自著において高校に入った時は165cm程度しかなかったことを告白し、身長で結果が決まるのならコートの上で身体測定をすればいいと述べている。
- 彼のメンタルを強めるのに一役買ったのは、心身統一法を広めた思想家・中村天風だった。天風に出会ってから、ほぼすべての著書を読み、講演テープも聞いたという。なかでも強く実践しているのは「絶対積極」というもの。たとえば、病も気から、痛みも気の持ちようで感じなくなるんじゃないかと思った松岡は、歯の治療を麻酔なしでやってみたと語っている[79]。
- 自身が出演するテレビ朝日『報道ステーション』の初代メインキャスター・古舘伊知郎が降板を表明した際、古舘に毛筆の手紙を送り、冒頭に（古舘の降板が）絶対に納得がいかないと書いたが、最後の方に小さくこれからも『報道ステーション』を頑張っていきますと書いたという[80]。
- ＣＭに出演するコナカを出先で見つけると必ず店長に挨拶するという。

### マンガ・エースをねらえ!との関係
松岡は山本鈴美香の漫画『エースをねらえ!』を自分のメンターのような存在だとしている。「この本に出会わなければ、今の自分はなかった」と言い切ってもいる。国内遠征の間はいつも全18巻を荷物に入れて愛読し、海外遠征の間はいつも何冊かチョイスして、あるいは全ての巻を荷物に入れた。試合中にもコートチェンジの間に開くことがあり、ウィンブルドンのセンターコートにも持ち込んでいる。『テニスの王子様』がブームになり、キャラクターをまねてテニススクールに入る子供が増えたことに対しては、必ずしも悪いことばかりではない、テニスは正しいフォームを真似することから始まるからだ、と松岡はエッセイでつづっている。
2004年1月〜3月に『エースをねらえ!』が実写ドラマになった時は、出演者のテニス監修を担当。番組の最終回には、実況解説者として出演を果たしている。

### 天候との関係
彼が海外へ行くと現地が晴れるかわりに日本の天気が崩れるというジンクスがある。実際に2014年ソチオリンピックに取材に行ったときには、日本は大雪（山梨県が孤立するなどの大きな影響）だったが現地は雪が解けるどころか海水浴ができるほどの気温になったり、同年4月にも出国したため日本は桜が満開なのに雪が積もることがあった。また、2016年リオデジャネイロオリンピックでも、松岡の滞在中のリオデジャネイロの気温が、例年を大幅に上回る猛暑になったという報道がある。
松岡側は天気をネタにすることにNGを出している。複数のイベントで天気のネタを持ち出された際に、松岡本人から「世界では天候による残念なニュースもある。それに関してはコメントを差し控えています」と説明し、併せてスタッフからも、本人が「大変困惑して心を痛めている」「できればネタにしないでやってほしい」と要請した。

## 家系・家族
松岡家は元々摂津国有馬郡塩瀬村（現・兵庫県西宮市塩瀬町）において地域の門閥家であったとされる一族で、松岡の同名の高祖父にあたる松岡修造が大阪で実業家として成功を収めた事で財を成した。修造の養子で家督を継いだ息子・松岡潤吉は修造と共に設立した松岡汽船等、父の遺した企業の経営を続けながら呉羽紡績（現：東洋紡）の設立等にも携わり、1933年には兵庫県で第5位の資産家になるまでの財力を築いた。更に潤吉はこの財力を背景に兵庫県選出の多額納税者議員として貴族院議員を務めて、また自身の娘が小林一三の次男・辰郎と結婚して、辰郎を婿養子として松岡家に迎え入れることで関西財界の有力一族であった小林家と縁戚関係をむすんだ。また、辰郎の娘が一三の三男・米三の養女に迎えられたことで両家の関係は更に緊密なものとなり、同家も小林家を中心とした阪急東宝グループ（現・阪急阪神東宝グループ）に組み込まれて、関西財界の名門一族になった。
現在は東宝東和株式会社で代表取締役会長と東宝株式会社で代表取締役社長を務める1歳年上の実兄・宏泰は、慶應義塾大学時代に慶應義塾體育會庭球部で主将を務めて、全日本大学選手権などに出場。テニス専門誌などにもしばしば登場するほどの名選手だった。先述されているように修造自身も、「兄のほうがよっぽど（テニスの）素質があった」「もしテニスを続けていたなら、間違いなく名を遺したと思う」と認めている。
- 高祖父：松岡修造（実業家:松岡汽船[注 3]創業者）
- 曾祖父：松岡潤吉（実業家/政治家:松岡汽船創業者社長、元貴族院議員）
- 曾祖父：小林一三（実業家/政治家：阪急東宝グループ創業者）
- 曾祖叔父：田邊七六（政治家：元衆議院議員）
- 曾祖叔父：田邊宗英（実業家：第4代後楽園スタヂアム社長）
- 祖父: 松岡辰郎（実業家：元松岡汽船社長、第9代東宝社長）
- 叔祖父: 小林米三（実業家：元阪急電鉄社長）
- 従祖叔父：田邊圀男（政治家：第31代総理府総務長官、第12代沖縄開発庁長官、第3代山梨県知事）
- 父：松岡功（テニス選手/実業家：元デビスカップ日本代表、第11代東宝社長）
- 母：千波静（元宝塚歌劇団雪組男役）
- 妻：田口恵美子（アナウンサー）
- 長女：稀惺かずと（宝塚歌劇団星組男役）
- 姉：辻敏子（旧姓：松岡）
- 兄：松岡宏泰（実業家：東宝東和取締役会長、東宝代表取締役社長）
- 義兄：辻芳樹（辻調理師専門学校校長）
- 甥：辻雄康（姉・敏子と義兄・辻芳樹の長男）
- 義伯父：三村庸平（実業家：元三菱商事社長・会長）
- 義伯父：三村亮平（実業家：阪急不動産副社長）
- 義伯父：小林公平（実業家：元阪急電鉄社長・会長）
- 従叔父：鳥井信一郎（実業家：元サントリー社長・会長）
- 従兄：小林公一（実業家：阪急阪神ホールディングス取締役、宝塚歌劇団理事長）
- 従妹：田中里衣（元宝塚歌劇団花組男役。母の妹・千波薫の子）

## 著書
- セカンド・ドリーム―もうひとつのセンター・コート（1998年4月、集英社） ISBN 978-4087831047
- 「本気」の言葉―思い通りにいかない時こそ!（2002年4月、祥伝社） ISBN 978-4396611484
- テニスの王子様勝利学（2003年3月、集英社インターナショナル） ISBN 978-4797670639
  - 同・文庫版（2019年8月、集英社）ISBN 978-4087440164
- Stay Gold―フィギュアスケート編‐松岡修造のがんばれニッポン!（2003年3月、ナナコーポレートコミュニケーション） ISBN 978-4901491136
- Stay Gold 水泳編（2003年6月 ナナコーポレートコミュニケーション） ISBN 978-4901491150
- 僕はこう思うんだ（2004年10月 双葉社） ISBN 978-4575297232
- 松岡修造のカッコいい大人になるための7つの約束（2005年7月 学習研究社） ISBN 978-4052022975
- 叱ってほめて抱きしめろ!―こうすれば子どもは変わる（2006年4月 学習研究社） ISBN 978-4054026391
- 熱血お悩み応援団 松岡修造のエネル言―2700人の子供の悩み答えます!（2006年4月 小学館） ISBN 978-4092535480
- 人生の黒板（義家弘介共著、2007年8月 アスキー） ISBN 978-4756149831
- 本気になればすべてが変わる―生きる技術をみがく70のヒント（2009年3月 文藝春秋） ISBN 978-4163712109
- ドントウォーリー!ビーハッピー!!―松岡修造の生き方コーチング（2010年10月 光文社） ISBN 978-4334976309
- 松岡修造の人生を強く生きる83の言葉（2011年6月 アスコム） ISBN 978-4776206774
- 人生を変える修造思考!（2012年4月 アスコム） ISBN 978-4776207207
- 14歳の世渡り術 大丈夫!キミならできる! - 松岡修造の熱血応援メッセージ（2012年8月 河出書房新社） ISBN 978-4309414614
  - 同・文庫版「大丈夫!キミならできる! - 松岡修造の熱血応援メッセージ」（2016年7月）ISBN 978-4309616759
- 挫折を愛する（2012年12月 角川書店） ISBN 978-4041103685
- 応援する力（2013年12月 朝日新書） ISBN 978-4022735386
- 伝わる!修造トーク 一瞬で心をつかむ「話し方」60のルール（2014年5月 飛鳥新社）ISBN 978-4864103176
  - 同・文庫版（2015年12月）ISBN 978-4864104470
- 日めくり まいにち、修造!（2014年9月 PHP研究所）ISBN 978-4569820781
- ワールドテニスファンブック（2015年1月 宝島社）ISBN 978-4800235367（監修）
- 解くだけで人生が変わる!修造ドリル（2015年4月 アスコム）ISBN 978-4776208761
- 錦織圭 限界を突破する瞬間（2015年6月 KADOKAWA 角川学芸出版）ISBN 978-4046213396（解説）
- 修造本気塾—スポーツで子どもは変わる！!（2015年7月 双葉社）ISBN 978-4575309058
- 日めくり ほめくり、修造!（2015年9月 PHP研究所）ISBN 978-4569826448
- 修造パワーダイアリー（2015年11月 PHP研究所）ISBN 978-4569827148
- 修造かるた!（2015年11月 PHP研究所）ISBN 978-4569827162
- 修造アンサー!! こまったきみの、なやみ解決（2016年12月 学研プラス）ISBN 978-4052043925
- たった一度きりの人生をマックスに! ポジティブ会議 （茂木健一郎共著、2017年5月 アスコム）ISBN 978-4776209386
- 修造日めくり まいにち、テニス!（2017年8月 PHP研究所）ISBN 978-4569836591
- 修造部長 もし松岡修造があなたの上司になったら（2017年10月 宝島社）ISBN 978-4800267412（監修）
- 弱さをさらけだす勇気（2018年6月 講談社）ISBN 978-4065115619
- 日めくり まいにち、新・修造！（2019年9月 PHP研究所）ISBN 978-4569843636
- ネガティブが人を強くする！ 修造流 脳内変換術（2020年4月 集英社）ISBN 978-4087900033
- 「弱さ」を「強さ」に変える ポジティブラーニング（2020年11月 文藝春秋）ISBN 978-4163912844
- 人生が変わる！東京五輪を1000%楽しむ本（2021年7月 宝島社）ISBN 978-4299004086
- 「プレッシャー」が「よっしゃー」に変わる！ 修造流・逆転の発想法（2021年8月 PHP研究所）ISBN 978-4569880075
- 修造日めくり まいにち、つながろう（2021年9月 PHP研究所）ISBN 978-4569850207
- 教えて、修造先生！心が軽くなる87のことば（2022年6月 集英社）ISBN 978-4087444032

### 教則本
- 松岡修造テニス入門（大陸書房）（VHS）
  1. グラウンド&ストローク編（1989年7月）ISBN 978-4803324242
  2. サービス&リターン編（1989年11月）ISBN 978-4803324259
  3. アプローチ&ネット編（1989年11月）ISBN 978-4803324266
  4. オリジナル・トレーニングとスーパーショット編（1989年11月）ISBN 978-4803324273
- 松岡修造 テニス&セータースケッチ―初めてさんでも編める編み方レッスン（1989年8月 雄鶏社） ISBN 978-4277131216
- NHK趣味悠々 松岡修造とLet's Enjoy Tennis―キーワードで夢をひらく（1998年6月 日本放送出版協会） ISBN 978-4141882589
- テニス（Jスポーツシリーズ）（2001年4月 旺文社） ISBN 978-4010718377
- DVDで超速マスター テニス上達テクニック（2007年1月 成美堂出版） ISBN 978-4415039787
- 松岡修造の楽しいテニス（汐文社）
  1. テニス大好き!（2007年5月） ISBN 978-4811381954
  2. 熱血テニス楽しく上達!（2007年9月） ISBN 978-4811381961
  3. 勝つ!ためのテニスと方法（2007年10月） ISBN 978-4811381978

  - 松岡修造の楽しいテニス（2008年2月） ISBN 978-4811382463 上記3冊を全3巻セットの単行本として再版した物
- 修造テニササイズ with! 君ならできる! Let'sエクササイズ（2018年3月 KADOKAWA 角川マガジンズ）ISBN 978-4048961158（DVD付）
- 世界にチャレンジ！ キミにもできる！キミでもできる！ SHUZO Challenge（修造チャレンジスタッフ共著、日本テニス協会協力、2021年4月 ベースボールマガジン社）ISBN 978-4583113371

### その他
- 松岡修造―九一九日の闘い（塚越亘著、1998年4月、ベースボールマガジン社） ISBN 978-4583034997

### 雑誌連載
- 修造マガジン（テニスマガジン）

## 出演

### バラエティ番組
- スポーツMAX（1998年10月 - 2004年3月、日本テレビ）
- くいしん坊!万才（2000年1月10日 - 、フジテレビ）
- スポコン!（2000年4月 - 2000年9月、テレビ朝日）
- 修造学園〜学校では教えてくれない授業〜（2004年12月31日 - 、テレビ朝日）
- 修造&長島が日本縦断!天才アスリート家庭訪問（2005年5月1日、テレビ朝日）
- からだであそぼ（2007年4月 - 2009年3月、NHK教育テレビ） - コーナーレギュラー。それ以前にも、テニス指導者として番組出演経験あり。
  - あさだ!からだ!（2009年4月 - 2010年3月、NHK教育テレビ） - 同上
- 松岡修造の情熱チャージ 熱血!ホンキ応援団（2009年11月7日 - 2010年8月21日、テレビ朝日）
- チキュウノハテ〜星降る砂漠と幻の花園・南米大陸へ〜（2014年1月25日、中部日本放送制作、TBS系列） - MC

### スポーツ番組
- 福岡世界水泳（2001年、2023年。テレビ朝日） - MC
- アテネオリンピック（2004年、テレビ朝日）- メインキャスター
- トリノオリンピック（2006年、テレビ朝日）- メインキャスター
- 北京オリンピック（2008年、テレビ朝日）- メインキャスター
- バンクーバーオリンピック（2010年、テレビ朝日）- メインキャスター
- ロンドンオリンピック（2012年、テレビ朝日）- メインキャスター
- ソチオリンピック（2014年、テレビ朝日）- メインキャスター
- 世界フィギュアスケート国別対抗戦（2015年4月16日 - 19日、テレビ朝日）
- テニス太郎（2016年4月16日 - 、WOWOW） - 「修造テニササイズ」コーナー担当 [92]
- リオデジャネイロオリンピック（2016年、テレビ朝日） - メインキャスター [93]
- 平昌オリンピック（2018年、テレビ朝日） - メインキャスター
- 東京オリンピック（2021年、テレビ朝日） - メインキャスター
- 世界体操・世界新体操2021（2021年10月21日 - 10月31日、テレビ朝日）‐メインキャスター
- 北京オリンピック（2022年、テレビ朝日） - メインキャスター

### 報道・情報番組
- 報道ステーション（2004年4月5日 - 、テレビ朝日） - スポーツキャスター
- TOKYO応援宣言（2015年4月5日 - 2016年12月25日、テレビ朝日） - 応援ナビゲーター
- サンデーLIVE!!（2018年4月1日 - 、テレビ朝日・朝日放送テレビ・メ〜テレ共同制作） - 「TOKYO応援宣言」応援ナビゲーター
- シリタカ!（2021年10月20日、2023年5月3日 九州朝日放送）-ゲスト出演（北九州市で開催予定の世界体操、世界新体操（2021年）及び世界水泳福岡（2023年7月14日〜30日開催）のPRの為）

### テレビドラマ
- エースをねらえ! 第9話（2004年3月11日、テレビ朝日） - 解説者（本人） 役 ※この他、全話においてテニス監修を担当した。
- 陸王 第7話 - 最終話（2017年12月3日 - 12月24日、TBS）- 御園丈治 役[94]

### テレビアニメ
- ドラえもん（2013年、テレビ朝日、第2期） - 鈴木福・鈴木夢と共に『のび太のひみつ道具博物館』の応援団長として出演[95]
- クレヨンしんちゃん（2015年7月31日、テレビ朝日） - 本人 役[96]

### CM
- 富士ゼロックス（1988年、1993年）
- 住友VISAカード
- 大塚化学「ボンカレー・グー」（1996年） - 桜井幸子と共演。
- ミズノ「ブレス・サーモ」（2000年）
- コナカ（2001年[97] - ）2008年からは同社のイメージキャラクターも務める[98]。
- アクサ損害保険「アクサダイレクト」（2001年[99] - 2002年）
- 生和コーポレーション（2002年[100] - ）
- キャドバリー「ホールズ」（2002年[101] - 2003年）
- キッコーマン（2003年[102] - 2009年[103]）
- サンヨー食品 サッポロ一番（2004年 - 2008年[104]）
- ライオン （2004年[105] - 2006年）
- 丸大食品 （2006年[106] - ）
- 東京ディズニーランド「リロ&スティッチのフリフリ大騒動〜Find Stitch!〜」（2006年[107]）
- 任天堂 Wii（2006年、2007年） - 明石家さんまと共演[108]。
- uno（2007年[109]）
- コアズ（2007年[110]）
- ロッテ キシリトールガム（2007年）、60周年キャンペーン（2008年[104]）、クーリッシュ（2009年[103]）、バンクーバーオリンピック応援キャンペーン（2010年[111]）
- セイコーエプソン（2007年 - 2008年[104]）
- 明治乳業「スーパーヴァーム」（2008年 - 2009年[103]）
- 三菱鉛筆 uni Nano Dia（2008年）
- ベネッセ（2008年 - 2009年[104]）
- パナソニック ラムダッシュ（2009年[103]）
- ソリマチ 会計王シリーズ（2009年 - ）
- SCE PSP「みんなのテニス ポータブル」（2010年[112]）
- アサヒビール ダブルゼロ（2010年[113]）
- 富士薬品 （2011年 - ）
- 任天堂 Wii「みんなのリズム天国」（2011年） - まえだまえだらと共演[114]。
- 眼鏡市場 （2011年 - ）ベッキーと共演[115]。
- プロクター・アンド・ギャンブル 「オーラルB」（2012年[116]）
- Yahoo!オークション「ヤフオクっちゃえ！」（2012年[117]）
- 任天堂 ニンテンドー3DS 「マリオ&ソニック AT ロンドンオリンピック」 (2012年[118])
- プロクター・アンド・ギャンブル 「ファブリーズ」（2012年 - ） - 2013年4月からは、野原しんのすけと共演[119]。
- 任天堂 ニンテンドー3DS 「マリオテニス オープン」（2012年） - 杉山愛と共演[120]。
- アサヒビール 「アサヒジャパンゴールド」（2012年） - 室伏広治と共演[121]。
- 日清食品 「日清麺職人」（2012年） - 錦織圭と共演[122]。
- 森永製菓ミルクココア（2012年 - ） - 小林星蘭と共演[123]。
- KDDI（au）（2014年 - ） - auショップ店員役として柳原可奈子と共演
- ピップ「ピップマグネループ®EX」（2014年 - ）[124]
- ユニバーサル・スタジオ・ジャパン「開園15周年開幕」（2016年） - ナレーション[125]
- 阪急阪神ポイント「Sポイント」（2018年 - ） - 創業家の人間としては、初の阪急CM
- Hazuki Company ハズキルーペ（2019年）[126]
- セイバン「天使のはね」（2020年 - ）[127]
- 宝酒造「タカラ辛口ゼロボールノンアルコール」（2023年)[128]

### ミュージック・ビデオ
- FUNKY MONKEY BABYS「それでも信じてる」（2011年） - 同曲のCDジャケットにも起用[129]。
- KEYTALK「Cheers!」（2018年） - ミュージック・ビデオでは同曲のボーカルも担当している[130]。

## 受賞歴
2015年
- ベストスマイル・オブ・ザ・イヤー2015[131]
- GQ Men of the Year 2015[132]
- 2015ユーキャン新語・流行語大賞 トップ10「まいにち、修造！」[133]